# Annum per annum
Annum per annum (lateinisch für Jahr für Jahr) ist ein Orgelstück von Arvo Pärt aus dem Jahr 1980 zu Ehren des Speyerer Doms. Grundlage ist das traditionelle fünfteilige Messordinarium. Eine Aufführung dauert etwa acht bis zehn Minuten.

## Hintergrund
Im Jahre 1980 wurde das 950-jährige Jubiläum der Grundsteinlegung des Doms zu Speyer gefeiert. Für ein „Orgelkonzert zum Domjubiläum“ am 12. Oktober 1980 schrieb Pärt im Auftrag des Südwestfunks Baden-Baden sein Werk Annum per annum – laut der Überschrift im Autographen – zu Ehren der Heiligen Maria als Schutzherrin des Doms sowie zu Ehren dessen Gründers, des Kaisers Konrad II. Gewidmet ist das Stück der Heiligen Cäcilia von Rom als Schutzpatronin der Kirchenmusik sowie Leo Krämer, der das Stück uraufführte.
Der Werktitel bezieht sich auf die Heilige Messe und deren fünf klassischen Bestandteile Kyrie eleison, Gloria, Credo, Sanctus und Agnus Dei, die im Laufe der Jahre, also Jahr für Jahr, Tag für Tag, im Speyerer Dom gefeiert und gesungen wurden.
So wie Pärts Tintinnabulistil generell Elemente der mittelalterlichen und der Renaissancemusik aufgreift, so experimentierte er noch zu Beginn der 80er Jahre mit weiteren Kompositionstechniken der Alten Musik. In Annum per annum wird zwar ausschließlich neu komponiertes Material verarbeitet, die Kompositionsweise orientiert sich allerdings am späten, melismatischen Organum, bei der eine Duplumstimme oberhalb der Tenorstimme geführt wird.

## Form und Musik
Kern des Orgelstücks sind fünf einzelne Sätze, die jeweils mit den Buchstaben K – G – C – S – A (den Initialen der Messbestandteile) übertitelt sind. Diese können als Variationen über einen Cantus firmus interpretiert werden, auch wenn sie nicht explizit als solche bezeichnet sind. Die Klammer bilden eine Einleitung und eine Coda, die beide bei Bedarf entfallen können.
Die Einführung basiert auf einem pulsierenden Rhythmus unter einem Orgelpunkt in der Oberstimme, wobei als Effekt das Aus- und Einschalten des Orgelmotors hinzutreten. In den folgenden fünf Sätzen können Pedal und linke Hand als eine zusammengehörige Tenorstimme interpretiert werden, die einen harmonischen und rhythmischen Anker bildet. Darüber kann sich die schmuckvollere, improvisationsartige Duplumstimme in der rechten Hand entfalten, die jedes Mal aus vier Phrasen besteht, wobei die ersten drei auf demselben und die vierte Phrase auf einem anderen Manual gespielt werden können. Die Stimme der rechten Hand erscheint mit jedem Satz ornamentierter. Nach dem (im Duplum) einstimmigen Kyrie treten im Gloria weitere Töne hinzu. Im Credo erreicht die Ausschmückung einen Höhepunkt, erkennbar etwa an den Sechzehntelnoten und dem Wechsel nach Dur zur Mitte des Stücks. Im Sanctus erreicht auch die Dynamik ihren Höhepunkt im Fortissimo bei voller Orgel. Zuletzt bildet das Agnus Dei eine ruhigere, selbstreflexive Antwort auf das bislang Gehörte. In der abschließenden Coda wird der musikalische Gegensatz zur Einleitung formuliert, in der das gleiche musikalische Material in Dur präsentiert und als allmähliches Crescendo vom Pianissimo ins Fortississimo notiert wird.
Weiterhin kann eine musikalische Ausdeutung des Wesensgehalts der einzelnen Messbestandteile gesehen werden: Der robuste Charakter der Duplumstimme im Gloria unterstreicht das freudige Lob, während der am stärksten zisellierte Satz, das Credo, den komplexen Inhalt des Textes widerspiegelt. Der Sanctussatz bildet den großen Lobgesang, wohingegen das Agnus Dei den mysteriösen Charakter des letzten Messteils wahrt.